# نصف‌النهار ۱۰۰ درجه غربی

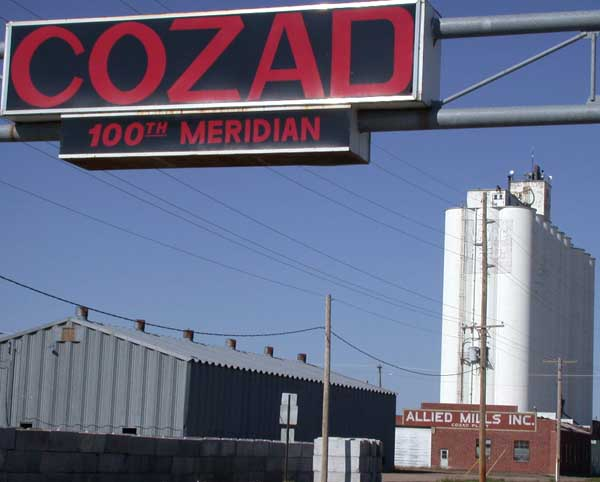
تابلوی محل عبور نصف‌النهار ۱۰۰ درجه غربی در بزرگراهی در شهر کوزاد ایالت نبراسکای آمریکا

نصف‌النهار ۱۰۰ درجه غربی ۱۰۰مین نصف‌النهار غربی از گرینویچ است که از لحاظ زمانی ۶ساعت و ۴۰دقیقه با گرینویچ اختلاف زمانی دارد.
این نصف‌النهار از قطب شمال شروع و از مناطق زیر گذشته و به قطب جنوب ختم می‌شود.
- کانادا
- ایالات متحده آمریکا
- اقیانوس آرام